# Hotel Heidelberg: Tag für Tag
Tag für Tag ist ein deutscher Fernsehfilm von Sabine Boss aus dem Jahr 2016. Es ist der dritte Film der Filmreihe Hotel Heidelberg mit Annette Frier, Christoph Maria Herbst, Hannelore Hoger und Stephan Grossmann in den Hauptrollen.

## Handlung
Der liebevoll geführte Familienbetrieb Hotel Heidelberg läuft mittlerweile seit einem Jahr unter  der alleinigen Geschäftsführung von Annette Kramer. Die Umsätze sind aber leider nicht wie erwartet gestiegen, was Annette auf die zunehmende Konkurrenz in der Stadt zurückführt. Ihre exzentrische Mutter Hermine ist da jedoch ganz anderer Meinung, schließlich hatte sie noch bis vor einem Jahr die Leitung und nur darin läge der Grund. Annettes Bruder Stefan schlägt vor, im Außenbereich einen Wintergarten zu errichten, um attraktiver zu werden. Wie das dann zu finanzieren wäre, bleibt jedoch unklar, denn solche Zusatzkosten sind kaum zu decken. Annette hat schon das Problem, dass Köchin Cindy gekündigt hat und ein neuer Koch oder Köchin das Budget sprengen wird. So entschließt sie sich kurzerhand, die Küche selbst zu übernehmen, was ihrem Mann Ingolf gar nicht gefällt. Seiner Überzeugung nach ist seine Frau nur noch für das Hotel da und ihre private Zeit schrumpft auf nahezu Null, da sie ja auch selber im Hotel wohnen und Annette somit immer „verfügbar“ ist. Er macht ihr deshalb den Vorschlag, seine Praxisräume in der Stadt zu einer Wohnung umzubauen und bei einem Kollegen mit einzusteigen.
Nachdem es sich zeigt, dass Annettes Hausfrauenkochkünste für eine Hotelküche nicht geeignet sind, engagiert sie am Ende doch wieder eine professionelle Köchin. Daniela Frommert stellt sich schon bald als ein Glücksgriff heraus, denn die Gäste sind von ihrem Essen begeistert. Die Freude währt nicht lange, schon bald klagen immer mehr über Magen-Darm-Probleme. Als sogar der Notarzt gerufen werden muss, schaltet sich das Gesundheitsamt ein und schließt die Hotelküche, bis die Ursache geklärt und abgestellt ist. Die Suche nach der Infektionsquelle führt am Ende zu Bockshornkleesprossen, die aus Florianes Biobetrieb stammen. Sie selber hat zwar alles ordentlich produziert, doch wurde ihr verseuchtes Saatgut geliefert. 
Zusätzlich stressig wird es im Hotel, als sich Hermine in den egomanischen Theaterstar Richard Karrenberg verliebt und ernsthaft mit ihm eine Beziehung eingehen will. Da sich der Mann aber nicht unterordnet und nur seine Belange sieht, macht er sich im Hotel derart unbeliebt, dass Annette ihn hinauswirft. Das lässt sich ihre Mutter aber nicht bieten und will notariell klären, wie die Wohnsituation zu regeln ist. Das erübrigt sich jedoch, nachdem Karrenberg urplötzlich abreist und Hermine enttäuscht zurücklässt. Überraschend kommt er zurück und erklärt, dass er nur noch etwas Wichtiges zu erledigen hatte. Er bittet Hermine ernsthaft eine feste Partnerschaft mit ihm einzugehen. Damit es nicht erneuten Stress mit Annette gibt, hat Karrenberg in Heidelberg ein Haus gekauft, in dem er sich mit Hermine niederlassen will. Für sie das Beste daran ist, dass es genau dem Hotel gegenüberliegt und sie von hier aus auch weiterhin alles gut im Blick haben wird.

## Hintergrund
Tag für Tag wurde im Auftrag von ARD Degeto von der „Calypso Entertainment“ produziert und vom 29. Juni bis zum 28. Juli 2016 in Heidelberg, Euskirchen, Köln und Umgebung gedreht. Die Rolle der Annette Kramer wird ab dieser dritten Episode nicht mehr von Ulrike C. Tscharre gespielt, sondern von Annette Frier.

## Rezeption

### Einschaltquote
Die Erstausstrahlung von Tag für Tag erfolgte am 9. Dezember 2016 und wurde in Deutschland von 3,17 Millionen Zuschauern gesehen. Er erreichte einen Marktanteil von 10,4 Prozent für Das Erste.

### Kritiken
Rainer Tittelbach von Tittelbach.tv meinte: „‚Tag für Tag‘, die dritte Episode der ARD-Reihe ‚Hotel Heidelberg‘, wendet sich noch deutlicher als bisher dem ganz normalen Alltag zu. Was braucht man künstliche Fallhöhe, wenn man klasse Charaktere hat?! Diese Dramödie bekommt so noch eine etwas leichtere Tonlage als die vorherigen Filme.“ „Die Konzentration auf vier bzw. sechs Figuren ist die besondere Qualität dieses flüssig, flott und wunderbar unaufgeregt erzählten Unterhaltungsfilms, der besonders von den munteren Dialogwechseln und bissigen verbalen Pointen lebt.“ „Das spielfreudige Ensemble sorgt dafür, dass alles – augenzwinkernd – gut wird. Und Frier ersetzt Tscharre problemlos!“
Die Kritiker von TV Spielfilm werteten rundum positiv und schrieben: „Frier erobert die Rolle mit viel Witz und Energie.“ Fazit: „Launiges Gekabbel mit knuffiger Heldin.“